# Wanda Jacksonová
Wanda Jacksonová, celým jménem Wanda Lavonne Jackson (* 20. října 1937), je americká rockabilly a country zpěvačka.

## Život
Narodila se sice v Oklahomě, ale od 4 let vyrůstala v Kalifornii. Jako dítě se učila hrát na kytaru a klavír. Jako patnáctiletá vyhrála soutěž talentů a směla denně čtvrt hodiny vystupovat na místní radiostanici. Zde ji slyšel country zpěvák Hank Thompson a povzbudil ji k dalšímu vystupování. Trvala však na tom, že nejdřív dokončí střední školu. V roce 1955 vyrazila na turné, kromě jiných s Elvisem Presleym. V roce 1961 se vdala a měla dvě děti. Její manžel Wendell Goodman se vzdal práce u IBM a stal se jejím manažerem.
Byla první ženou která zpívala „divokou hudbu“ jako její mužští kolegové a své písně zpívala drsným hlasem. Pro dříve stydlivou Ameriku byla příliš divoká a největších úspěchů dosáhla v zahraničí. Pro zahraniční fanoušky zpívala též německy, nizozemsky, japonsky, v roce 1959 byla píseň „Fujiyama Mama“ měsíc na špici japonské hitparády – a to přestože v písni byly málo citlivé narážky na svržení atomové bomby:„I've been to Nagasaki, Hiroshima too / The things I did to them baby, I can do to you“. Její dodnes nejznámější rock and rollový titul „Let's Have A Party“ přišel v roce 1960. Jejími dalšími hity byly písně: „Silver Threads And Golden Needles“, „Stupid Cupid“, stejně jako dva jí samotnou složené tituly „Right Or Wrong“ a „Mean Mean Mean“. V roce 1987 natočila v tehdejším Československu společné album Let's have a party in the Prague se zpěvákem Karlem Zichem.
Kromě country hudby a rock and rollu hrála občas také hudbu žánru gospel. Její kariéra zahrnuje více než 50 alb a při věku více než 70 let jezdí na turné.
Dostalo se jí mnohých poct, kromě jiných přijetí do Oklahoma Country Music Hall Of Fame, Rockabilly Hall Of Fame a International Gospel Music Hall Of Fame. V roce 2009 byla uvedena do Rock and Roll Hall of Fame v kategorii Průkopníci (Early Influence).